# واحد ۶۱۳۹۸
واحد ۶۱۳۹۸  نام یک واحد سرّی در ارتش آزادی‌بخش خلق چین است. واحد ۶۱۳۹۸ متهم به «عملیات هکری و جاسوسی سایبری» از ۱۴۱ شرکت بین‌الملی و سازمان‌های وابسته به دولت ایالات متحدهٔ آمریکا است.
مرکز این واحد، ساختمان سفیدرنگ ۱۲طبقه‌ای است که در جادهٔ داتونگ در شهر شانگهای قرار دارد.